# Renato (football, 1957)
Pour les articles homonymes, voir Renato.
Carlos Renato Frederico dit Renato (né le 21 février 1957 à Morungaba au Brésil) est un ancien joueur international de football brésilien, qui évoluait en tant qu'attaquant.